# Bohatice (Karlovy Vary)
Bohatice (něm. Weheditz) jsou jednou z 15 částí statutárního města Karlových Varů. Bohatice leží na severovýchodě města a jsou ohraničeny řekou Ohří a Jáchymovskou ulicí. Bohatice leží dva kilometry severovýchodně od centra města.

## Historie
Život v této části města je archeologickými nálezy doložen již od pravěku. Z mezolitu pocházejí kamenné industrie nalézané sporadicky na skalnatém ostrohu na levém břehu řeky Ohře (nad železničním tunelem). První písemná zmínka o Bohaticích je z roku 1390, kdy kolem dřevěného mostu přes Ohři byla postavena první stavení. Tehdy se osada označovala podle svého majitele Bohaty (Bohatého), také v roce 1427 se zde připomíná Blažek Bohatý. Roku 1545 se uvádí německé označení obce Weheditz, odvozené z českého názvu . V roce 1615 zde karlovarští konšelé zakoupili pozemky pro dobrý přístup k řece. Později obec spadala pod správu Drahovic (do roku 1890), v letech 1890–1938 byla samostatnou obcí. Od 1. května 1939 je trvale sloučena s Karlovými Vary.

## Obyvatelstvo
Při sčítání lidu v roce 1921 ve vsi žilo 1 685 obyvatel (z toho 815 mužů), z nichž bylo 56 Čechoslováků, 1 593 Němců a 36 cizinců. Většina se hlásila k římskokatolické církvi, ale 23 lidí bylo evangelíky, čtyři patřili k církvi československé a jeden člověk k církvi izraelské. Podle sčítání lidu z roku 1930 měla vesnice 2 878 obyvatel: 195 Čechoslováků, 2 592 Němců, jednoho Žida, jednoho příslušníka jiné národnosti a 89 cizinců. Převažovala římskokatolická většina, ale 132 obyvatel bylo bez vyznání. Kromě nich v Bohaticích žilo 97 evangelíků, 32 členů církve československé, dvanáct židů a pět příslušníků nezjišťovaných církví.
| Rok            | 1869 | 1880 | 1890 | 1900  | 1910  | 1921  | 1930  | 1950  | 1961  | 1970  | 1980  | 1991  | 2001  | 2011  | 2021  |
| -------------- | ---- | ---- | ---- | ----- | ----- | ----- | ----- | ----- | ----- | ----- | ----- | ----- | ----- | ----- | ----- |
| Počet obyvatel | 158  | 283  | 592  | 1 705 | 1 892 | 1 685 | 2 878 | 1 613 | 2 045 | 1 513 | 3 275 | 2 904 | 2 684 | 2 306 | 2 317 |
| Počet domů     | 18   | 29   | 39   | 79    | 82    | 91    | 199   | 227   | 227   | 203   | 314   | 312   | 324   | 351   | 351   |

## Části
Členitý terén rozděluje Bohatice na severní, střední a nejnižší část. Podle základních sídelních jednotek se dělí na Bohatice, Jáchymovskou–východ a Jáchymovskou–západ.

## Doprava
Hlavními tahy jsou v Dolních Bohaticích silnice I/6 (Táborská ulice) a v Horních Bohaticích ulice Jáchymovská, která dělí Bohatice od Růžového vrchu. Bohatice mají spojení autobusovou linkou 19. Středem Bohatic také prochází trať do Chomutova. Mají též autobusové spojení linkou č. 5.

## Galerie

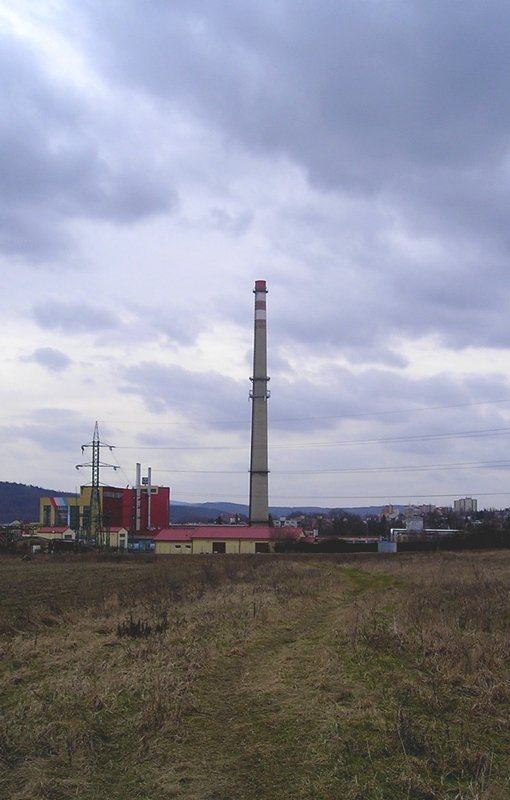
Teplárna v Bohaticích
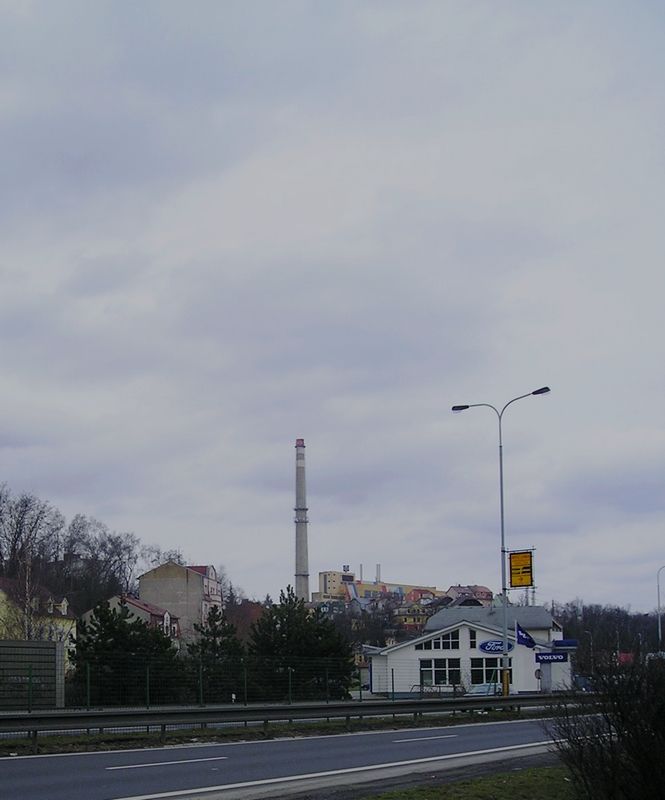
„Dolní Bohatice“ od Bohatického mostu